# Novo Park
YUNITY Park (Novo Park) este un parc de business din București, dezvoltat de Genesis Property. Complexul are șapte clădiri cu o suprafață utilă totală de închiriat de 75.000 de metri pătrați de spații de birouri clasa A. .
In cadrul YUNITY Park au sediul companii multinationale precum: Hewlett-Packard Enterprise (HPE), HP Inc., Luxoft, Infineon Technologies , Garanti Bank, Bookster.

## Amplasare
Novo Park se află în partea de nord a Bucureștiului, în zona Pipera
Complexul de birouri permite accesul atât din Blvd. Dimitrie Pompeiu, cât și de pe Strada Fabrica de Glucoză.
În Novo Park a fost deschisă prima cafenea Starbucks dintr-un parc de birouri din România.